# Miquel Pujol i Grau
Miquel Pujol i Grau (Barcelona 1942) és un violoncel·lista i compositor català. Després d'estudiar al Conservatori Superior de Música de Barcelona viatjà a Gal·les, Escòcia i Bayreuth per a ampliar coneixements.
Ha actuat com a solista i en conjunts orquestrals, però també s'ha dedicat a l'estudi de la relació entre les arts plàstiques i el violoncel i a la recerca de noves sonoritats, i ha dut a terme investigacions sonores sobre obres d'una sèrie d'artistes catalans, cosa que l'ha fet capdavanter de l'avantguarda musical catalana. Ha compost música per a curtmetratges sobre pintors catalans i ha realitzat sobre ceràmica algunes de les seves partitures. Per encàrrec de Josep Lluís Núñez, aleshores president del FC Barcelona, va transformar els entorns del Camp Nou i de La Masia en un parc d'escultures. El 1994 va rebre la Creu de Sant Jordi.

## Obres
- Gènesi
- Artexpo 76
- Vint-i-quatre tons i mig d'un terç de trenta-tres
- Concert homenatge a Pau Casals
- Concert per a violoncel sobre teixits coptes
- Els 85 colors de Joan Miró (amb poema de Corredor Matheos)
- Keramikè 2 (sobre deu ceràmiques dels Vila Clara)
- Vis vitalis (ballet)

## Llibres
- Miquel Pujol. Torsimany sonor de les arts plàstiques (1988)
- Formes, poemes visuals (2007)